# Pedro Blanco Fernández de Trava
Pedro Blanco Fernández de Trava, conegut com el Mongo de Gallinas (Màlaga, 1795- Gènova, 1852? Barcelona, 1854?), va ser un pirata i negrer espanyol radicat a río Gallinas (Sierra Leone).

## Biografia
Va néixer al barri de pescadors del Perchel, a Màlaga. Als deu anys va ingressar al Real y Militar Colegio Náutico de Málaga i el 1810 va començar la seva carrera com a marí mercant tant a la Mediterrània com a les dures condicions de Terranova i, finalment, al comerç triangular entre les Antilles i Àfrica. Amb el càrrec de capità de bergantí va adquirir un ingeni sucrer a Cuba. Durant l'etapa del comerç atlàntic d'esclaus al Brasil des de Costa da Mina (Benín i Dahomey) va ser comptador del negrer mulat Santiago Cha-Cha a Ouidah. Es va associar al negrer espanyol Joaquín Gómez Hano de la Vega al mercat d'esclaus de Recife.
Tot i que el Congrés de Viena de 1815 havia prohibit l'esclavitud, va establir entre 1822 i 1838 el seu propi comerç d'esclaus a la Costa del Gra (Libèria), primer al vaixell negrer Conquistador a l'illa de Lomboko, a la desembocadura del rio Gallinas (riu Moa) a Sulima (actual Sierra Leone). Va comptar amb l'ajuda del rei gallina Siaka per a l'agitació de les rivalitats intertribals comerciant amb 6.000 esclaus negres per a la seva venda. Les instal·lacions per al comerç d'esclaus, inclosos els barracons, eren a la costa, a les illes de Taro i Kamasun. El negoci era tan lucratiu que tenia de servei cent cinquanta mariners i dotze comptables i administratius. Eludia a l'escàs West Africa Squadron establert a Freetown mitjançant l'espionatge i el suborn i amb veloços vaixells clíper comprats als Estats Units. Tot i l'abolicionisme, els destins dels esclaus eren els Estats Units, Les Antilles Majors i Brasil. I el Mongo de Gallinas va mantenir delegacions comercials a Madrid, Londres, París, Nova Orleans i Martinica. Comprava cada esclau per vint dòlars i el venia per tres-cents cinquanta. Va arribar a acumular una fortuna de quatre milions de dòlars de l'època.
A Cuba comptava amb la col·laboració de l'empresari català Francesc Martí i Torrents, que el 1829 va ser nomenat subdelegat de Marina de la Chorrera, encarregat oficialment de reprimir el contraban, però que de manera corrupta facilitava els desembarcaments i els trasllats sota l'aparença de persones lliures.
Després del tractat per a l'abolició del comerç d'esclaus signat el 1835 entre Espanya i Anglaterra i per la competència a rio Gallinas dels negrers espanyols José Ramón Vicuña i Gume Suárez, el 1839 el Mongo de Gallinas deixa els seus negocis a Pedro Martínez i marxa a Cuba. Usant la seva influència econòmica, Blanco promou per a Espanya el model colonial usat a Libèria pels nord-americans i per Anglaterra a Sierra Leone: l'ús de mà d'obra negra forçada sense trasllat a Amèrica, és a dir, a Fernando Poo. El 1844 obté de Baldomero Espartero el títol d'intendent de l'Armada. El nomenament s'anul·la per la seva participació a la Conjura dels Negrers amb el riquíssim negrer Julián de Zulueta contra el Capità General de Cuba, Jerónimo Valdés. El 1845 deixa l'Havana, repudiat per l'alta societat cubana, acusat d'assassinat, violació i homosexualitat. Des dels Estats Units va arribar a Gènova. És probable que els seus successors noliegessin la goleta La Amistad; però el negoci de Blanco finalment es va esfondrar el 1848, i el 1849 Lomboko va ser arrasada per la Marina Reial britànica i els seus esclaus alliberats. La data de la seva mort no està establerta amb seguretat ja que unes fonts afirmen que va ser el 1852, però la majoria afirma que va morir boig a Barcelona el 1854, i d'altres que va ser a Gènova el 1854.

## A la literatura
La seva biografia va ser novel·lada pel periodista y escriptor Lino Novás Calvo (Blanco. El Negrero, vida novelada de Pedro Blanco Fernández de Trava, Espasa Calpe, 1933) i per l'historiador, escriptor i actor espanyol Carlos Bardem (Mongo blanco, 2019, Plaza & Janés, Barcelona, i 2020, Fondo de Cultura Económica de Mèxic).